# David Goldblatt
David Goldblatt (Randfontein, província de Gauteng, Sud-àfrica, 29 de novembre de 1930 - Johannesburg, 25 de juny de 2018) fou un fotògraf sud-africà, conegut pel seu paper en el període d'apartheid i més recentment com a fotògraf de paisatges del seu país.
Els seus pares van ser Eli Goldblatt i Olga Light, que van arribar amb els seus avis com a refugiats des de Lituània a finals del segle xix. D'adolescent va mostrar interès per la fotografia i les seves primeres fotografies les va realitzar el 1948, encara que no va publicar fins al 1952. Durant aquests anys va fer estudis comercials i treballar a la botiga del seu pare. Després de la mort del seu pare, el 1963, va començar a dedicar-se plenament a la fotografia.
| «                 | Vaig néixer a Randfontein el 1930. Els meus pares, Eli Goldblatt i Olga Light, van arribar a Sud-àfrica el 1890 escapant de la persecució dels jueus a Lituània. | » |
| — David Goldblatt | |   |

David Goldblatt ha documentat i fotografiat la societat africana durant més de cinc dècades, abans i després del règim polític de l'apartheid. A través del retrat de persones i situacions, les seves fotografies reflecteixen les estructures polítiques i l'arquitectura social del país. Lluny del sensacionalisme i de les icones previsibles, Goldblatt utilitza els detalls de la vida quotidiana per mostrar el complex sistema de valors que regeix la societat. Les seves imatges, autèntics articles científics social, s'han exposat arreu del món i s'han publicat en diversos llibres acompanyades de textos d'escriptors de renom com Nadine Gordimer i J. M. Coetzee.

## Obra
La seva obra, començada el 1948, documenta el desenvolupament de la societat sud-africana des del sistema de l'apartheid fins a finals del segle xx. S'hi presenten escenes sobre persones i situacions però també fa una reflexió sobre les estructures que originen les relacions entre les diverses forces socials, com en el seu llibre South Africa: The Structure of Things Then, publicat el 1998. El seu treball va aconseguir major difusió després de la seva participació en les edicions onzena i dotzena de la Documenta de Kassel.
El 2001 va rebre el títol de Doctor Honorari en Arts per la Universitat de Ciutat del Cap i el 2008 en Literatura per la Universitat de Witwatersrand de Johannesburg. També ha rebut nombrosos premis com el Premi internacional de la Fundació Hasselblad o el premi de la Fundació Henri Cartier-Bresson.

### Connexions globals
Entre el 2007 i el 2008, i en el marc d'un estudi fotogràfic sobre Barcelona que el Museu d'Art Contemporani de Barcelona (MACBA) va encarregar a reconeguts fotògrafs, David Goldblatt va centrar-se en concret en l'àrea del riu Llobregat, amb les seves connexions viàries, els polígons industrials i la seu de l'aeroport. El resultat va ser una sèrie de fotografies que, amb el títol de Connexions globals, va formar part de la mostra col·lectiva Imatges metropolitanes de la nova Barcelona, en el marc de l'exposició Arxiu universal. La condició del document i la utopia fotogràfica moderna al MACBA el 2008. Juntament amb David Goldblatt, fotògrafs com Ahlam Shibli, Marc Pataut i Allan Sekula van documentar diversos aspectes sobre els canvis en les relacions entre economia, formes de treball i xarxes socials a Barcelona en una iniciativa del Programa d'Estudis Independents (PEI) del MACBA.
Les fotografies de Goldblatt mostren la torre de control de l'aeroport i la construcció de la nova terminal T1; també, la Zona d'Activitats Logístiques del Prat (ZAL), les obres de la nova línia del tren d'alta velocitat (TGV Barcelona – Madrid) i les del nou espigó sud del port de la ciutat. No deixa de banda, però, els hàbits humans que conviuen en aquests escenaris de transformació humana: els pagesos del Prat i l'intercanvi de productes al mercat central de Mercabarna; la platja de la Ricarda i el barri de San Cosme; els camioners europeus en els polígons industrials de la zona del ZAL; els avions que sobrevolen el mirador del Prat; les cues per agafar el taxi a l'aeroport; la prostitució a l'autovia de Castelldefels a Gavà; la neteja dels finestrals de l'Hotel Hesperia Tower a l'Hospitalet de Llobregat, i els falconers que ajuden a foragitar les aus a l'àrea de l'aeroport.
Com en altres treballs de l'autor, Goldblatt mostra les intervencions humanes en el paisatge, les construccions i estructures arquitectòniques, però també les decisions polítiques i les estructures ideològiques que les fan possibles.

### Obres destacades
- Zewenfontein Squatter Camp and Dainfern Golf Estate and Country Club. 22 December 2001. Sèrie "Dainfern". Fotografia, 2001[4]
- Dainfern Golf Estate and Country Club. 22 December 2001. Sèrie "Dainfern". Fotografia, 2001[5]
- Dainfern Valley, an extension to Dainfern Golf Estate and Country Club: the security wall and gatehouse are in place, roadmaking is in progress, and the velds has been stripped to allow for special grassing. 26 September 2001. Sèrie "Dainfern". Fotografia, 2001[6]
- Dainfern Valley, grassed, paved, secured and read for customers. 20 Juanuary 2002. Sèrie "Dainfern". Fotografia, 2002[7]
- "Tuscan" house and Diepsloot Outfall Sewer, Dainfern Golf Estate and Country Club. 20 January 2002. Sèrie "Dainfern". Fotografia, 2002[8]
- At the New Mouth of the River Llobregat. Sèrie: Connexions globals. Fotografia, 2007[9]
- Passengers from a Cruise Liner in the Port of Barcelona, Queue for Taxis to Take Them into the City. Sèrie: Connexions globals. Fotografia, 2007[10]
- Billboards and Empty Ground next to Ronda de Llevant, El Prat de Llobregat. Sèrie: Connexions globals. Fotografia, 2007[11]
- East breakwater under construction, Port of Barcelona. Sèrie: Connexions globals. Fotografia, 2007[12]
- South Breakwater under Construction, Port of Barcelona. Sèrie: Connexions globals. Fotografia, 2007[13]
- Warehouse Interior, Zona d'Activitats Logístiques (ZAL). Sèrie: "Connexions globals". Fotografia, 2007[14]
- The New Control Tower and Its Interior, Barcelona Airport, El Prat de Llobregat. Sèrie: Connexions globals. Fotografia, 2007[15]
- View from the Harbour Master's New Control Tower in the Port of Barcelona. Sèrie: Connexions globals. Fotografia, 2007[16]
- The New Control Tower and Falcons Used for Keeping Her Runways Clear of Birds, Barcelona Airport, El Prat del Llobregat. Sèrie: Connexions globals. Fotografia, 2007[17]
- Construction of the New Terminal, Barcelona Airport, El Prat del Llobregat. Sèrie: Connexions globals. Fotografia, 2007[18]
- Sant Cosme Housing Estate, El Prat del Llobregat. Sèrie: Connexions globals. Fotografia, 2007[19]
- Watching Planes Come in, el Mirador del Prat, El Prat del Llobregat. Sèrie: Connexions globals. Fotografia, 2007[20]
- Construction of a new metro line, Zona Franca, Barcelona. Sèrie: Connexions globals. Fotografia, 2007[21]
- Beginning the Construction of a Bridge for a High-speed Railway linking Barcelona and Madrid. Sèrie: Connexions globals. Fotografia, 2007[22]
- Platja de la Ricarda, El Prat de Llobregat. Sèrie: Connexions globals. Fotografia, 2007[23]
- Skyjacks Cleaning Stellwork at Hotel Hesperia, L'Hospitalet de Llobregat. Sèrie: Connexions globals. Fotografia, 2007[24]
- On the C-31, Autovia de Castelldefels, Gavà. Sèrie: Connexions globals. Fotografia, 2007[25]
- The Fish Market 06:30 AM, Mercabarna, Zona Franca, Barcelona. Sèrie: Connexions globals. Fotografia, 2007[26]
- Agriculture in the Delta del Llobregat, El Prat del Llobregat. Sèrie: Connexions globals. Fotografia, 2007[27]
- Turkish Truck Drivers Share Their Lunch, Zona d'Activitats Logístiques (ZAL). Sèrie: "Connexions globals". Fotografia, 2007[28]
- Roundabout, Zona Franca, Barcelona. Sèrie: "Connexions globals". Fotografia, 2007[29]
- A logistical warehause in the Zona d'Activitats Logístiques (ZAL). Sèrie: "Connexions globals". Fotografia, 2007[30]
- Monte Casino from the north, Fourways, Johannesburg. 26 September 2001. Fotografia, 2001[31]
- "Dainfern" Series. Fotografia, 2001 - 2002[32]

## Exposicions
Va ser el primer fotògraf sud-africà que va exposar el seu treball al MOMA de Nova York, el 1998. El 2002 es va realitzar una exposició retrospectiva de la seva obra al MACBA de Barcelona i el 2011 va participar en l'exposició You're not alone, a la Fundació Joan Miró.
La seva obra es pot trobar als fons de diverses institucions com la South African National Gallery de Ciutat del Cap, la Biblioteca Nacional de París, el Victoria and Albert Museum de Londres, el Museu Nacional Danès de Fotografia o el Museu d'Art Modern de Nova York.